# Simbad (película de 2000)
Simbad (titulada en inglés Sinbad: Beyond the Veil of Mists) es una película del año 2000 de los directores Evan Ricks y Alan Jacobs. Es el primer largometraje de animación por computadora creado exclusivamente con la captura de movimiento. Mientras que muchos animadores trabajaron en el proyecto, los personajes humanos estaban completamente animados usando la captura de movimiento. Fue filmado en Raleigh Studios en Los Ángeles, durante un período de tres meses en 1997.
Junto con Pandavas: The Five Warriors (2000), esta fue una de las primeras funciones integrales basadas en gráficos por computadora fabricadas en la India. La compañía Pentamedia estaba detrás de estas dos producciones.

## Argumento
Sinbad descubre una misteriosa isla gobernada por el Rey Akron y su hija, la Princesa Serena. Serena está en su viaje más allá del "Veil of Mists". Ella busca la ayuda de Sinbad y su tripulación mientras parten en busca de la poción mágica para salvar al Rey Akron de las garras del malvado misterioso Baraka. Sus aventuras con monstruos de aguas profundas, murciélagos prehistóricos y la gente de los peces en la tierra más allá del velo de las brumas, llena esta película de aventuras llena de acción.

## Reparto
- Brendan Fraser como Sinbad.
- John Rhys-Davies como el Rey Akron.
- Jennifer Hale como la Princesa Serena.
- Leonard Nimoy como Baraka / Akron / Rey Chandra.
- Mark Hamill como el Capitán de la Guardia.
- Robert Allen Mukes como guardia del Rey / Verdugo.
- Harry Zinn como el guardia principal.
- K.W. Miller como Babu.
- Clint Carmichael como Guardia.
- Alex Amter como Bar Moza.
- Jeff Wolverton como Tripulación Miscelánea.

- Datos: Q956528